# Nages
Nages település Franciaországban, Tarn megyében. Lakosainak száma 345 fő (2022. január 1.). Nages Murat-sur-Vèbre, Fraisse-sur-Agout, La Salvetat-sur-Agout és Lacaune községekkel határos.

## Népesség
A település népességének változása:
| Lakosok száma | 326  | 322  | 333  | 333  | 339  | 338  | 338  | 339  | 345  |
|               | 2013 | 2015 | 2016 | 2017 | 2018 | 2019 | 2020 | 2021 | 2022 |